# Milax (Azerbaigian)
Milax è un comune dell'Azerbaigian situato nel distretto di Culfa.